# 데루쥐
데루쥐(Praomys derooi)는 쥐과에 속하는 설치류의 일종이다. 베넹과 가나, 나이지리아, 토고에서 발견된다. 자연 서식지는 건조 사바나 지대와 도시 지역이다.